# 动火作业
动火作业是指能直接或间接产生明火的工艺设置以外的非常规作业，如使用电焊、气焊（割）、喷灯、电钻等，这些工艺手段在使用过程中都会产生明火。根据动火作业进行的场地和危险性的不同，动火作业可分为：特殊危险动火作业、一级动火作业、二级动火作业和三级动火作业。

## 动火安全技术措施
为了避免动火作业的事故发生，动火作业安全技术措施可分为以下几点：
1. 可靠性切断。在停止运行的易燃易爆物设施及管道上的动火作业，应首先将停运的设施或管道与相连且存在易燃易爆物介质的设施、管道可靠切断。
2. 置换吹扫。在可靠性切断后，应选择适当的吹扫介质进行置换，使动火容器、设备可燃气体含量控制在爆炸下限以下相当的安全范围之内，使爆炸的条件减少到最低。
3. 正压动火。指在不停运的可燃性介质的容器、设备、管道上的动火焊接作业。此类动火作业安全控制的关键点是容器、设备管道内保持连续稳定的正压、流速。
4. 物料清洗和铲除。对置换和吹扫都无法清除的粘结在设备内壁的易燃、有毒物质的沉积物及结垢等，采用物料清洗和铲除。
5. 动火取样及分析。任何种类的动火作业，其事故的发生往往与气体的成分有关，空气中的可燃气体、可燃液体、有毒、有害物质的分析结果的准确性有利于避免动火作业事故的发生。
6. 完善安全管理对策。包括：制定动火作业计划、理顺动火作业程序、规范动火前期准备、细化监护过程管理、注重动火作业收尾（清理、验收、撤离）。

## 相關
- 金屬加工 - 熱作（英语：Hot working）[5]